# Struttura secondaria
La struttura secondaria di una proteina può essere di tre diversi tipi: α-elica, struttura β e tripla elica allungata. Tutte queste strutture posseggono delle topologie con geometrie ben definite e fisse nel tempo (nel senso che non variano e sono visibili ai raggi X).
La struttura secondaria è determinata da collegamenti tra residui amminoacidici della catena peptidica.

## α elica
Si ha una struttura ad a-elica ed è tenuta in fase di equilibrio grazie a dei legami ad idrogeno, 
Le catene R dei residui si posizionano verso l'esterno della struttura a spirale a causa del loro impedimento sterico all'interno della catena.
L'α-elica è presente quasi sempre nella forma destrogira, anche se si è osservata in alcuni casi anche la struttura levogira. In questo tipo di conformazione si hanno angoli ψ di -47° ed angoli φ di -57° che si presentano in numero 3,6 per giro. La distanza tra un residuo soprastante o uno sottostante è di 1,5Å. Per questo motivo un giro dell'elica comprende 3,6 aminoacidi e dato che ogni aminoacido comporta l'avanzamento di 1,5Å il passo risultante dell'elica sarà di 1,5Å x 3,6 = 5,4Å.
L'orientamento dell'α-elica è quello della congiungente il C-terminale al N-terminale.
La capacità di una proteina di formare una struttura secondaria di questo tipo è dovuta alla struttura primaria della proteina stessa, visto che alcuni fattori interni alla composizione della proteina possono destabilizzare la struttura, e sono:
- Ingombro sterico delle catene laterali: in questa struttura si trovano molto vicine le catene R dei vari residui che, se hanno composizioni molto voluminose, possono contribuire alla incapacità di formazione della α-elica.

- Carica delle catene laterali: come detto prima, le catene laterali si trovano in posizioni molto vicine tra loro, quindi se si hanno cariche omologhe, soprattutto in soluzione, in due catene vicine tra loro si potrà generare della repulsione che impedirà così la formazione del legame ad idrogeno all'interno della catena.

- Presenza di residui di prolina: L'atomo di azoto della prolina fa parte di un anello rigido e non è possibile alcun ripiegamento intorno al legame N-Cα, quindi ogni residuo di Pro induce un ripiegamento destabilizzante in una struttura ad α-elica. Inoltre come si nota la prolina può anche non essere considerata un aminoacido, visto che al posto del gruppo amminico presenta un gruppo imminico (NH), che comunque può formare un legame peptidico. Formando il legame con un aminoacido la prolina perde per condensazione l'unico idrogeno che presenta, e così in una struttura secondaria ad α-elica formerà il legame a ponte idrogeno con un solo altro aminoacido grazie al gruppo carbonilico me non ne formerà altri visto che non presenta un gruppo imminico nel suo residuo.

- Presenza di residui di glicina: La glicina è anch'essa difficilmente presente in un α-elica ma per motivi diversi dalla prolina: questo amminoacido ha una flessibilità conformazionale superiore a tutti gli altri residui. I polimeri di glicina tendono ad assumere strutture avvolte casualmente, molto diverse dall'α-elica

- Interazione fra la natura di un amminoacido localizzato agli estremi della catena polipeptidica e dipolo elettrico dell'α-elica: In ogni legame peptidico esiste un piccolo dipolo elettrico (N-H e C=O esprimono rispettivamente carica positiva e negativa). Questi dipoli si sommano attraverso i legami idrogeno presenti nell'elica facendone aumentare il dipolo netto in corrispondenza della lunghezza della stessa ma i quattro amminoacidi delle due estremità finali di un'elica non partecipano alla completa formazione di legami idrogeno. Per questo motivo spesso sono presenti amminoacidi carichi negativamente vicino all'estremità amminoterminale dell'elica in modo da interagire con la carica positiva di quella estremità e stabilizzarne in questo modo il dipolo; un residuo carico positivamente al contrario la destabilizzerebbe. All'estremità carbossiterminale del segmento elicoidale accade esattamente il contrario.

Le α eliche possono essere sinistrorse o destrorse, la maggior parte sono destrorse.

## Foglietto β (struttura β a pieghe)
Nella struttura β i legami ad idrogeno si dispongono in modo parallelo. La struttura β a pieghe è regolare come l'α-elica. Questo tipo di ripiegamento è molto più disteso in confronto a quello descritto in precedenza, infatti in esso la catena polipeptidica è ripiegata con andamento a zig-zag (filamento β) ed i gruppi R sono posti perpendicolarmente al piano dei legami peptidici con direzione opposta. La catena così ha una distanza assiale tra due residui adiacenti molto più distesa, che passa da 1,5 Å dell'α elica a 3,5 Å nella struttura β a pieghe. Gli angoli caratteristici di questa struttura sono ψ=100° e φ= -120° per i foglietti paralleli, mentre per quelli antiparalleli risultano ψ=145° e φ= -140°.
I β piani possono formarsi:
- tra catene polipeptidiche parallele (foglietto β parallelo: con lo stesso orientamento amminoterminale e carbossiterminale del polipeptide);
- tra catene polipeptidiche antiparallele (foglietto β antiparallelo: con orientamento in senso contrario dei gruppi amminoterminali e carbossiterminali);
- in una sola catena polipeptidica che si ripiega su se stessa formando tratti paralleli o antiparalleli.

## Grafico di Ramachandran

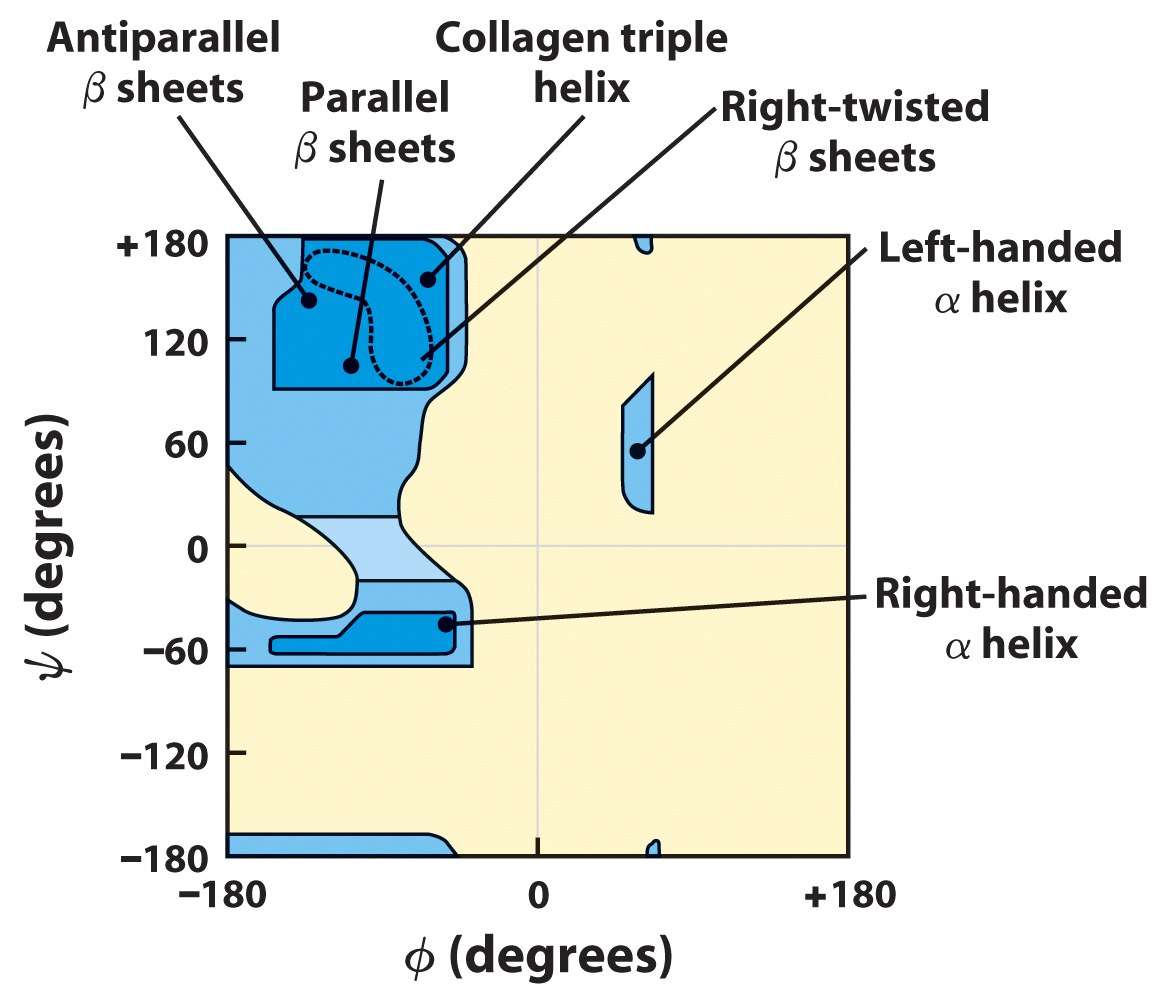

Il grafico, o diagramma, di Ramachandran, è un grafico a due assi ideato dal fisico indiano G. N. Ramachandran, e dai suoi collaboratori a Madras (India), che mostra la distribuzione delle varie strutture secondarie a seconda delle ampiezze degli angoli Ψ e φ posti rispettivamente sull'asse y e x.
Questo grafico dà una facile interpretazione anche delle "zone non permesse", zone dove le composizioni degli angoli non permettono la formazione di nessuna struttura secondaria caratteristica.

## Ripiegamenti
Nonostante il basso numero di strutture secondarie, alfa eliche e foglietto beta, il numero di strutture proteiche che si possono formare a partire da queste è molto grande. Perché ciò avvenga, alcune parti del polipetide devono presentare delle strutture meno regolari, in modo da permettere dei ripiegamenti fra le parti strutturate ad alfa elica e foglietti beta. Questi ripiegamenti sono ottenuti da un amminoacido in particolare, la prolina (amminoacido ciclico) preceduto e seguito generalmente da amminoacidi piccoli, come la glicina, in modo da ridurre l'ingombro sterico e permettere un migliore ripiegamento.

## Random coil
Un discorso a parte merita la struttura cosiddetta "random coil" che non è una struttura secondaria in quanto non è presente in nessuna proteina nativa.
Il random coil (letteralmente: gomitolo casuale) è l'effetto dell'azione di agenti denaturanti (in genere soluzioni 8M di urea o 6M cloruro di guanidinio) sull'organizzazione strutturale delle proteine native. Sono strutture a "caso".
Queste sostanze agiscono labilizzando le interazioni non covalenti esistenti nella proteina e generando una struttura disorganizzata ed estremamente flessibile che, variando continuamente e casualmente la sua conformazione in soluzione, descrive un gomitolo virtuale (gomitolo statistico). In queste condizioni la proteina è totalmente svolta e denaturata e perde qualsiasi funzione biologica.
Questa condizione, che si ottiene solo in laboratorio, serve come stato di riferimento certo in esperimenti che studiano le caratteristiche strutturali e/o termodinamiche delle proteine. Poiché la proteina è un eteropolimero e le soluzioni impiegate per denaturarla non sono del tutto "ideali" (nel senso di labilizzare totalmente ed efficacemente "tutte" le interazioni non covalenti), talvolta nelle soluzioni di proteina denaturata si riscontra (mediante tecniche spettroscopiche quali dicroismo circolare, fluorescenza, ecc.) una organizzazione strutturale residua.